# Rieden (Amberg-Sulzbach járás)
Rieden település Németországban, azon belül Bajorországban. Lakosainak száma 2648 fő (2023. december 31.).

## Népesség
A település népessége az elmúlt években az alábbi módon változott:
| Lakosok száma | 661  | 1288 | 2293 | 2303 | 2724 | 2720 | 2674 | 2644 | 2638 | 2648 |
|               | 1875 | 1950 | 1975 | 1987 | 2012 | 2014 | 2016 | 2017 | 2021 | 2023 |